# 오색큰귀쥐
오색큰귀쥐(Auliscomys pictus)는 비단털쥐과에 속하는 설치류이다. 볼리비아와 페루에서 발견되며, 칠레에서도 서식하는 것으로 추정된다.